# Coffee Lake
Kaby Lake Comet Lake
Coffee Lake est le nom de code d'Intel pour sa huitième génération de microprocesseurs de la famille Core, annoncée le 25 septembre 2017. Elle est fabriquée en utilisant le deuxième raffinement du procédé à 14 nm d'Intel. Les processeurs de bureau Coffee Lake ont introduit des processeurs (CPU) i5 et i7 à six cœurs (avec l'Hyper-Threading pour le second) et des CPU Core i3 avec quatre cœurs sans Hyper-Threading.
Le 8 octobre 2018, Intel annonce qu'il a appelé sa neuvième génération de processeurs Core, la famille Coffee Lake Refresh. Pour éviter d'avoir des problèmes thermiques aux fréquences d'horloge élevées, Intel a soudé le integrated heat spreader (IHS) à la puce du CPU au lieu d'utiliser de la pâte thermique comme sur les processeurs Coffee Lake. Cette génération est caractérisée par la première augmentation du nombre de cœurs sur les puces de grande série depuis 2011. Les i7 et i5 passent de quatre cœurs à six cœurs et les i3 passent de deux à quatre cœurs.
Coffee Lake est utilisé avec le chipset de la série 300, et officiellement n'est pas compatible avec les cartes-mères utilisant les chipsets des séries 100 et 200. Bien que les processeurs de bureau Coffee Lake utilisent le même socket LGA 1151 physique que Skylake et Kaby Lake, le brochage est électriquement incompatible avec ces processeurs et cartes-mères plus anciens.
Le 2 avril 2018, Intel a introduit de nouveaux CPU de bureau Core i3, i5, i7, Pentium Gold et Celeron, les premiers CPU mobiles à six cœurs Core i7 et i9, les CPU mobiles à quatre cœurs avec Hyper-Threading Core i5, et les premiers CPU ultra-puissants avec Intel Iris Plus graphics.
Le 8 juin 2018, pour célébrer le 40e anniversaire de l'architecture du CPU de l'Intel 8086, Intel a sorti le CPU i7-8086K en édition limitée, un lot renuméroté et à fréquence légèrement accrue de puces i7-8700K.
Dès avant 2024, Intel annonce que le support des pilotes pour carte graphique Coffe Lake n'est plus supporté.

## Principales caractéristiques
Les processeurs Coffee Lake sont construits à l'aide du deuxième raffinement du procédé 14 nm d'Intel (14 nm++ FinFET). Coffee Lake marque un changement du nombre de cœurs pour les processeurs de bureau grand public d'Intel, c'est la première mise à jour de ce type depuis les dix dernières années d'histoire des processeurs Intel Core. Dans cette 8e génération, les processeurs i7 de bureau grand public disposent de six cœurs hyper-threadés, les processeurs i5 disposent de six cœurs à un seul thread et les processeurs i3 disposent de quatre cœurs à un seul thread.

### Architecture par rapport à Kaby Lake
Coffee Lake présente en grande partie le même cœur de processeur et les mêmes performances par MHz que Skylake/Kaby Lake. Les fonctionnalités spécifiques à Coffee Lake incluent :
- Augmentation du nombre de cœurs à six cœurs sur les Core i5 et i7 de 8e génération. Core i3 est désormais une marque quad-core. Les i7 et i9 de 9e génération comportent huit cœurs ;
- Augmentation du cache L3 en fonction du nombre de threads ;
- Augmentation des fréquences d'horloge turbo sur les modèles i5 et i7 (jusqu'à 400 MHz) ;
- Augmentation de la vitesse d'horloge de l'iGPU de 50 MHz, rebaptisé UHD (Ultra Haute Définition) ;
- Prise en charge de la mémoire DDR4 mise à jour pour 2 666 MHz (pour les i5, i7 et i9) et 2 400 MHz (pour les i3). La mémoire DDR3 n'est plus prise en charge sur les LGA 1151, sauf si elle est utilisée avec le chipset H310C ;
- Chipset de la série 300 sur la deuxième révision du socket LGA 1151 ;
- Prise en charge de CNVi (en).

### Chipsets
Les chipsets de la série 300, tout en utilisant un socket LGA 1151 physiquement identique aux chipsets des séries 100 et 200, ne sont officiellement compatibles qu'avec les processeurs Coffee Lake, ce qui signifie que les anciennes cartes mères ne prennent pas officiellement en charge les processeurs Coffee Lake.
Le Z370 (un Z270 renommé), lancé aux côtés des premiers processeurs Coffee Lake en octobre 2017, était le seul chipset officiellement pris en charge pour ces processeurs grand public. Lorsque la gamme complète de processeurs a été révélée en avril 2018, elle était alors accompagnée des chipsets bas de gamme H310, B360, H370 et Q370 pour les particuliers et les entreprises. Le chipset Z390 a été lancé parallèlement à la sortie des processeurs de 9e génération, prenant en charge toutes les processeurs de bureau grand public de 8e et 9e génération. Un chipset B365 a été ajouté plus tard.
Les Xeon de 9e génération nécessitent des cartes mères équipées du chipset C246.

### 9egénération - Coffee Lake Refresh
Pour la 9e génération, la marque Intel Core i9 a fait ses débuts sur les ordinateurs de bureau grand public, avec des processeurs à 8 cœurs et 16 threads. Les i7 disposent de 8 cœurs à un seul thread, marquant la première fois que les Core i7 de bureau ne disposent pas de la technologie Hyper-threading d'Intel, bien que les processeurs mobiles Core i7 de 9e génération prennent en charge l'hyper-threading et disposent de 6 cœurs, tout comme les puces mobiles de 8e génération. Les processeurs i5 de 9e génération disposent de six cœurs à un seul thread, à l'instar de leurs prédécesseurs de 8e génération.
La neuvième génération des Intel Core inclut des correctifs matériels pour Meltdown et Foreshadow.

## Liste des processeurs Coffee Lake de8egénération

### Processeurs pour ordinateurs de bureau (Coffe Lake S)
C'est la première fois qu'Intel lance des processeurs grand public prenant en charge jusqu'à 128 Go de RAM.
La principale amélioration des processeurs Coffee Lake face aux Kabylake est l'augmentation du nombre de cœurs, comme sur les versions mobiles. Les i3 passent d'une configuration 2c/4t à 4c/4t, les i5 de 4c/4t à 6c/6t et les i7 de 4c/8t à 6c/12t (c = cœur, t = thread).
| Marque de processeur | Modèle | Cœurs (threads) | Fréquence d'horloge du CPU (GHz) | Fréquence d'horloge du CPU (GHz) | Fréquence d'horloge du CPU (GHz) | Fréquence d'horloge du CPU (GHz) | Fréquence d'horloge du CPU (GHz) | Fréquence d'horloge du CPU (GHz) | Fréquence d'horloge du CPU (GHz) | GPU     | GPU              | Cache L3 (Mo) | TDP (W) | Support mémoire          | Prix (USD) |
| Marque de processeur | Modèle | Cœurs (threads) | Base                             | Turbo                            | Turbo                            | Turbo                            | Turbo                            | Turbo                            | Turbo                            | Modèle  | Fréqu. max (GHz) | Cache L3 (Mo) | TDP (W) | Support mémoire          | Prix (USD) |
| Marque de processeur | Modèle | Cœurs (threads) | Base                             | Nombre de cœurs utilisés         | Nombre de cœurs utilisés         | Nombre de cœurs utilisés         | Nombre de cœurs utilisés         | Nombre de cœurs utilisés         | Nombre de cœurs utilisés         | Modèle  | Fréqu. max (GHz) | Cache L3 (Mo) | TDP (W) | Support mémoire          | Prix (USD) |
| Marque de processeur | Modèle | Cœurs (threads) | Base                             | 1                                | 2                                | 3                                | 4                                | 5                                | 6                                | Modèle  | Fréqu. max (GHz) | Cache L3 (Mo) | TDP (W) | Support mémoire          | Prix (USD) |
| -------------------- | ------ | --------------- | -------------------------------- | -------------------------------- | -------------------------------- | -------------------------------- | -------------------------------- | -------------------------------- | -------------------------------- | ------- | ---------------- | ------------- | ------- | ------------------------ | ---------- |
| Core i7              | 8086K  | 6 (12)          | 4.0                              | 5.0                              | 4.6                              | 4.5                              | 4.4                              | 4.4                              | 4.3                              | UHD 630 | 1.20             | 12            | 95      | Jusqu'à 128 Go DDR4-2666 | 425        |
| Core i7              | 8700K  | 6 (12)          | 3.7                              | 4.7                              | 4.6                              | 4.5                              | 4.4                              | 4.4                              | 4.3                              | UHD 630 | 1.20             | 12            | 95      | Jusqu'à 128 Go DDR4-2666 | 359        |
| Core i7              | 8700   | 6 (12)          | 3.2                              | 4.6                              | 4.5                              | 4.4                              | 4.3                              | 4.3                              | 4.3                              | UHD 630 | 1.20             | 12            | 65      | Jusqu'à 128 Go DDR4-2666 | 303        |
| Core i7              | 8700T  | 6 (12)          | 2.4                              | 4.0                              | 4.0                              | 3.9                              | 3.9                              | 3.8                              | 3.8                              | UHD 630 | 1.20             | 12            | 35      | Jusqu'à 128 Go DDR4-2666 | 303        |
| Core i5              | 8600K  | 6 (6)           | 3.6                              | 4.3                              | 4.2                              | 4.2                              | 4.2                              | 4.1                              | 4.1                              | UHD 630 | 1.15             | 9             | 95      | Jusqu'à 128 Go DDR4-2666 | 257        |
| Core i5              | 8600   | 6 (6)           | 3.1                              | 4.3                              | 4.2                              | 4.2                              | 4.2                              | 4.1                              | 4.1                              | UHD 630 | 1.15             | 9             | 65      | Jusqu'à 128 Go DDR4-2666 | 213        |
| Core i5              | 8600T  | 6 (6)           | 2.3                              | 3.7                              | 3.6                              | 3.6                              | 3.6                              | 3.5                              | 3.5                              | UHD 630 | 1.15             | 9             | 35      | Jusqu'à 128 Go DDR4-2666 | 213        |
| Core i5              | 8500   | 6 (6)           | 3.0                              | 4.1                              | 4.0                              | 4.0                              | 4.0                              | 3.9                              | 3.9                              | UHD 630 | 1.10             | 9             | 65      | Jusqu'à 128 Go DDR4-2666 | 192        |
| Core i5              | 8500T  | 6 (6)           | 2.1                              | 3.5                              | 3.4                              | 3.3                              | 3.3                              | 3.2                              | 3.2                              | UHD 630 | 1.10             | 9             | 35      | Jusqu'à 128 Go DDR4-2666 | 192        |
| Core i5              | 8400   | 6 (6)           | 2.8                              | 4.0                              | 3.9                              | 3.9                              | 3.9                              | 3.8                              | 3.8                              | UHD 630 | 1.05             | 9             | 65      | Jusqu'à 128 Go DDR4-2666 | 182        |
| Core i5              | 8400T  | 6 (6)           | 1.7                              | 3.3                              | 3.2                              | 3.1                              | 3.1                              | 3.0                              | 3.0                              | UHD 630 | 1.05             | 9             | 35      | Jusqu'à 128 Go DDR4-2666 | 182        |
| Core i3              | 8350K  | 4 (4)           | 4.0                              | NC                               | NC                               | NC                               | NC                               | NC                               | NC                               | UHD 630 | 1.15             | 8             | 91      | Jusqu'à 64 GB DDR4-2400  | 168        |
| Core i3              | 8300   | 4 (4)           | 3.7                              | NC                               | NC                               | NC                               | NC                               | NC                               | NC                               | UHD 630 | 1.15             | 8             | 62      | Jusqu'à 64 GB DDR4-2400  | 138        |
| Core i3              | 8300T  | 4 (4)           | 3.2                              | NC                               | NC                               | NC                               | NC                               | NC                               | NC                               | UHD 630 | 1.15             | 8             | 35      | Jusqu'à 64 GB DDR4-2400  | 138        |
| Core i3              | 8100   | 4 (4)           | 3.6                              | NC                               | NC                               | NC                               | NC                               | NC                               | NC                               | UHD 630 | 1.10             | 6             | 65      | Jusqu'à 64 GB DDR4-2400  | 117        |
| Core i3              | 8100F  | 4 (4)           | 3.6                              | NC                               | NC                               | NC                               | NC                               | NC                               | NC                               | NC      | NC               | 6             | 65      | Jusqu'à 64 GB DDR4-2400  | 117        |
| Core i3              | 8100T  | 4 (4)           | 3.1                              | NC                               | NC                               | NC                               | NC                               | NC                               | NC                               | UHDv630 | 1.10             | 6             | 35      | Jusqu'à 64 GB DDR4-2400  | 117        |
| Pentium Gold         | G5600  | 2 (4)           | 3.9                              | NC                               | NC                               | NC                               | NC                               | NC                               | NC                               | UHDv630 | 1.10             | 4             | 54      | Jusqu'à 64 GB DDR4-2400  | 86         |
| Pentium Gold         | G5500  | 2 (4)           | 3.8                              | NC                               | NC                               | NC                               | NC                               | NC                               | NC                               | UHDv630 | 1.10             | 4             | 54      | Jusqu'à 64 GB DDR4-2400  | 75         |
| Pentium Gold         | G5500T | 2 (4)           | 3.2                              | NC                               | NC                               | NC                               | NC                               | NC                               | NC                               | UHDv630 | 1.10             | 4             | 35      | Jusqu'à 64 GB DDR4-2400  | 75         |
| Pentium Gold         | G5400  | 2 (4)           | 3.7                              | NC                               | NC                               | NC                               | NC                               | NC                               | NC                               | UHD 610 | 1.05             | 4             | 54      | Jusqu'à 64 GB DDR4-2400  | 64         |
| Pentium Gold         | G5400T | 2 (4)           | 3.1                              | NC                               | NC                               | NC                               | NC                               | NC                               | NC                               | UHD 610 | 1.05             | 4             | 35      | Jusqu'à 64 GB DDR4-2400  | 64         |
| Celeron              | G4930  | 2 (2)           | 3.2                              | NC                               | NC                               | NC                               | NC                               | NC                               | NC                               | UHD 610 | 1.05             | 2             | 54      | Jusqu'à 64 GB DDR4-2400  | 42         |
| Celeron              | G4920  | 2 (2)           | 3.2                              | NC                               | NC                               | NC                               | NC                               | NC                               | NC                               | UHD 610 | 1.05             | 2             | 54      | Jusqu'à 64 GB DDR4-2400  | 52         |
| Celeron              | G4900  | 2 (2)           | 3.1                              | NC                               | NC                               | NC                               | NC                               | NC                               | NC                               | UHD 610 | 1.05             | 2             | 54      | Jusqu'à 64 GB DDR4-2400  | 42         |
| Celeron              | G4900T | 2 (2)           | 2.9                              | NC                               | NC                               | NC                               | NC                               | NC                               | NC                               | UHD 610 | 1.05             | 2             | 35      | Jusqu'à 64 GB DDR4-2400  | 42         |

### Processeurs pour station de travail (Coffe Lake S)
| Marque de processeur | Modèle | Cœurs (threads) | Fréquence d'horloge (GHz) | Fréquence d'horloge (GHz) | GPU      | GPU              | Cache L3 (Mo) | TDP (W) | Support mémoire                   | Prix (USD) |
| Marque de processeur | Modèle | Cœurs (threads) | Base                      | Turbo max.                | Modèle   | Fréqu. max (GHz) | Cache L3 (Mo) | TDP (W) | Support mémoire                   | Prix (USD) |
| -------------------- | ------ | --------------- | ------------------------- | ------------------------- | -------- | ---------------- | ------------- | ------- | --------------------------------- | ---------- |
| Xeon E               | 2186G  | 6 (12)          | 3.8                       | 4.7                       | UHD P630 | 1.20             | 12            | 95      | Jusqu'à 128 GB DDR4-2666 avec ECC | 450        |
| Xeon E               | 2176G  | 6 (12)          | 3.7                       | 4.7                       | UHD P630 | 1.20             | 12            | 80      | Jusqu'à 128 GB DDR4-2666 avec ECC | 362        |
| Xeon E               | 2146G  | 6 (12)          | 3.5                       | 4.5                       | UHD P630 | 1.15             | 12            | 80      | Jusqu'à 128 GB DDR4-2666 avec ECC | 311        |
| Xeon E               | 2136   | 6 (12)          | 3.3                       | 4.5                       | NC       | NC               | 12            | 80      | Jusqu'à 128 GB DDR4-2666 avec ECC | 284        |
| Xeon E               | 2126G  | 6 (6)           | 3.3                       | 4.5                       | UHD P630 | 1.15             | 12            | 80      | Jusqu'à 128 GB DDR4-2666 avec ECC | 255        |
| Xeon E               | 2174G  | 4 (8)           | 3.8                       | 4.7                       | UHD P630 | 1.20             | 8             | 71      | Jusqu'à 128 GB DDR4-2666 avec ECC | 328        |
| Xeon E               | 2144G  | 4 (8)           | 3.6                       | 4.5                       | UHD P630 | 1.15             | 8             | 71      | Jusqu'à 128 GB DDR4-2666 avec ECC | 272        |
| Xeon E               | 2134   | 4 (8)           | 3.5                       | 4.5                       | NC       | NC               | 8             | 71      | Jusqu'à 128 GB DDR4-2666 avec ECC | 250        |
| Xeon E               | 2124G  | 4 (4)           | 3.4                       | 4.5                       | UHD P630 | 1.15             | 8             | 71      | Jusqu'à 128 GB DDR4-2666 avec ECC | 213        |
| Xeon E               | 2124   | 4 (4)           | 3.3                       | 4.3                       | NC       | NC               | 8             | 71      | Jusqu'à 128 GB DDR4-2666 avec ECC | 193        |
| Xeon E               | 2104G  | 4 (4)           | 3.2                       | NC                        | UHD P630 | 1.10             | 8             | 65      | Jusqu'à 128 GB DDR4-2666 avec ECC | 193        |

### Processeurs pour ordinateurs portables (Coffee Lake H & Coffee Lake U)
La principale nouveauté des nouveaux processeurs mobiles de 8e génération est le passage pour tous ceux-ci à 4 cœurs au lieu de 2 cœurs. Cela permet, après quelques optimisations, des gains de performances de près de 40 %. En passant à 4 cœurs, Intel a été obligé de baisser les fréquences de fonctionnement pour permettre de conserver une consommation énergétique de 15 W.
| Marque de processeur | Modèle | Cœurs (threads) | Fréquence d'horloge (GHz) | Fréquence d'horloge (GHz) | GPU           | GPU                 | GPU                 | Cache L3 (Mo) | Cache L4 (eDRAM) (Mo) | TDP (W) | cTDP (W) | Prix (USD) |
| Marque de processeur | Modèle | Cœurs (threads) | Base                      | Turbo max.                | Modèle        | Fréquence d'horloge | Fréquence d'horloge | Cache L3 (Mo) | Cache L4 (eDRAM) (Mo) | TDP (W) | cTDP (W) | Prix (USD) |
| Marque de processeur | Modèle | Cœurs (threads) | Base                      | Turbo max.                | Modèle        | Base (MHz)          | Max. (GHz)          | Cache L3 (Mo) | Cache L4 (eDRAM) (Mo) | TDP (W) | Basse    | Prix (USD) |
| -------------------- | ------ | --------------- | ------------------------- | ------------------------- | ------------- | ------------------- | ------------------- | ------------- | --------------------- | ------- | -------- | ---------- |
| Xeon E               | 2186M  | 6 (12)          | 2.9                       | 4.8                       | UHD P630      | 350                 | 1.20                | 12            | NC                    | 45      | 35       | 623        |
| Xeon E               | 2176M  | 6 (12)          | 2.7                       | 4.4                       | UHD P630      | 350                 | 1.20                | 12            | NC                    | 45      | 35       | 450        |
| Core i9              | 8950HK | 6 (12)          | 2.9                       | 4.8                       | UHD 630       | 350                 | 1.20                | 12            | NC                    | 45      | NC       | 583        |
| Core i7              | 8850H  | 6 (12)          | 2.6                       | 4.3                       | UHD 630       | 350                 | 1.15                | 9             | NC                    | 45      | 35       | 395        |
| Core i7              | 8750H  | 6 (12)          | 2.2                       | 4.1                       | UHD 630       | 350                 | 1.10                | 9             | NC                    | 45      | 35       | 395        |
| Core i7              | 8700B  | 6 (12)          | 3.2                       | 4.6                       | UHD 630       | 350                 | 1.20                | 12            | NC                    | 65      | NC       | 303        |
| Core i7              | 8569U  | 4 (8)           | 2.8                       | 4.7                       | Iris Plus 655 | 300                 | 1.20                | 8             | 128                   | 28      | NC       | 431        |
| Core i7              | 8559U  | 4 (8)           | 2.7                       | 4.5                       | Iris Plus 655 | 300                 | 1.20                | 8             | 128                   | 28      | 20       | 431        |
| Core i7              | 8557U  | 4 (8)           | 1.7                       | 4.5                       | Iris Plus 645 | 300                 | 1.15                | 8             | 128                   | 15      | NC       | OEM        |
| Core i5              | 8500B  | 6 (6)           | 3.0                       | 4.1                       | UHD 630       | 350                 | 1.10                | 9             | NC                    | 65      | NC       | 192        |
| Core i5              | 8400B  | 6 (6)           | 2.8                       | 4.0                       | UHD 630       | 350                 | 1.05                | 9             | NC                    | 65      | NC       | 182        |
| Core i5              | 8400H  | 4 (8)           | 2.5                       | 4.2                       | UHD 630       | 350                 | 1.10                | 8             | NC                    | 45      | 35       | 250        |
| Core i5              | 8300H  | 4 (8)           | 2.3                       | 4.0                       | UHD 630       | 350                 | 1.00                | 8             | NC                    | 45      | 35       | 250        |
| Core i5              | 8279U  | 4 (8)           | 2.4                       | 4.1                       | Iris Plus 655 | 300                 | 1.15                | 6             | 128                   | 28      | NC       | 320        |
| Core i5              | 8269U  | 4 (8)           | 2.6                       | 4.2                       | Iris Plus 655 | 300                 | 1.10                | 6             | 128                   | 28      | 20       | 320        |
| Core i5              | 8259U  | 4 (8)           | 2.3                       | 3.8                       | Iris Plus 655 | 300                 | 1.05                | 6             | 128                   | 28      | 20       | 320        |
| Core i5              | 8257U  | 4 (8)           | 1.4                       | 3.9                       | Iris Plus 645 | 300                 | 1.05                | 6             | 128                   | 15      | NC       | OEM        |
| Core i3              | 8100B  | 4 (4)           | 3.6                       | NC                        | UHD 630       | 350                 | 1.05                | 6             | NC                    | 65      | NC       | 133        |
| Core i3              | 8100H  | 4 (4)           | 3.0                       | NC                        | UHD 630       | 350                 | 1.00                | 6             | NC                    | 45      | 35       | 225        |
| Core i3              | 8109U  | 2 (4)           | 3.0                       | 3.6                       | Iris Plus 655 | 300                 | 1.05                | 4             | 128                   | 28      | 20       | 304        |

## Liste des processeurs Coffe Lake Refresh de9egénération

### Processeurs pour ordinateurs de bureau
| Marque de processeur | Modèle | Coeurs (threads) | Fréquence d'horloge du CPU (GHz) | Fréquence d'horloge du CPU (GHz) | Fréquence d'horloge du CPU (GHz) | Fréquence d'horloge du CPU (GHz) | Fréquence d'horloge du CPU (GHz) | Fréquence d'horloge du CPU (GHz) | Fréquence d'horloge du CPU (GHz) | Fréquence d'horloge du CPU (GHz) | Fréquence d'horloge du CPU (GHz) | GPU     | GPU               | cache L3 (Mo) | TDP (W) | Support mémoire                    | Prix (USD) |
| Marque de processeur | Modèle | Coeurs (threads) | Base                             | Turbo                            | Turbo                            | Turbo                            | Turbo                            | Turbo                            | Turbo                            | Turbo                            | Turbo                            | Modèle  | Fréq. horloge max | cache L3 (Mo) | TDP (W) | Support mémoire                    | Prix (USD) |
| Marque de processeur | Modèle | Coeurs (threads) | Base                             | Nombre de coeurs utilisés        | Nombre de coeurs utilisés        | Nombre de coeurs utilisés        | Nombre de coeurs utilisés        | Nombre de coeurs utilisés        | Nombre de coeurs utilisés        | Nombre de coeurs utilisés        | Nombre de coeurs utilisés        | Modèle  | Fréq. horloge max | cache L3 (Mo) | TDP (W) | Support mémoire                    | Prix (USD) |
| Marque de processeur | Modèle | Coeurs (threads) | Base                             | 1                                | 2                                | 3                                | 4                                | 5                                | 6                                | 7                                | 8                                | Modèle  | Fréq. horloge max | cache L3 (Mo) | TDP (W) | Support mémoire                    | Prix (USD) |
| -------------------- | ------ | ---------------- | -------------------------------- | -------------------------------- | -------------------------------- | -------------------------------- | -------------------------------- | -------------------------------- | -------------------------------- | -------------------------------- | -------------------------------- | ------- | ----------------- | ------------- | ------- | ---------------------------------- | ---------- |
| Core i9              | 9900KS | 8 (16)           | 4.0                              | 5.0                              | 5.0                              | 5.0                              | 5.0                              | 5.0                              | 5.0                              | 5.0                              | 5.0                              | UHD 630 | 1.20              | 16            | 127     | Jusqu'à 128 Go DDR4-2666 2-channel | 513        |
| Core i9              | 9900K  | 8 (16)           | 3.6                              | 5.0                              | 5.0                              | 4.9                              | 4.8                              | 4.8                              | 4.7                              | 4.7                              | 4.7                              | UHD 630 | 1.20              | 16            | 95      | Jusqu'à 128 Go DDR4-2666 2-channel | 488        |
| Core i9              | 9900KF | 8 (16)           | 3.6                              | 5.0                              | 5.0                              | 4.9                              | 4.8                              | 4.8                              | 4.7                              | 4.7                              | 4.7                              | NC      | NC                | 16            | 95      | Jusqu'à 128 Go DDR4-2666 2-channel | 488        |
| Core i9              | 9900   | 8 (16)           | 3.1                              | 5.0                              | 5.0                              | 4.9                              | 4.8                              | 4.8                              | 4.7                              | 4.7                              | 4.6                              | UHD 630 | 1.20              | 16            | 65      | Jusqu'à 128 Go DDR4-2666 2-channel | 423        |
| Core i9              | 9900T  | 8 (16)           | 2.1                              | 4.4                              | 4.3                              | 4.2                              | 4.1                              | 4.0                              | 3.9                              | 3.8                              | 3.6                              | UHD 630 | 1.20              | 16            | 35      | Jusqu'à 128 Go DDR4-2666 2-channel | 423        |
| Core i7              | 9700K  | 8 (8)            | 3.6                              | 4.9                              | 4.8                              | 4.7                              | 4.7                              | 4.6                              | 4.6                              | 4.6                              | 4.6                              | UHD 630 | 1.20              | 12            | 95      | Jusqu'à 128 Go DDR4-2666 2-channel | 374        |
| Core i7              | 9700KF | 8 (8)            | 3.6                              | 4.9                              | 4.8                              | 4.7                              | 4.7                              | 4.6                              | 4.6                              | 4.6                              | 4.6                              | NC      | NC                | 12            | 95      | Jusqu'à 128 Go DDR4-2666 2-channel | 374        |
| Core i7              | 9700   | 8 (8)            | 3.0                              | 4.7                              | 4.7                              | 4.6                              | 4.6                              | 4.5                              | 4.5                              | 4.5                              | 4.5                              | UHD 630 | 1.20              | 12            | 65      | Jusqu'à 128 Go DDR4-2666 2-channel | 323        |
| Core i7              | 9700F  | 8 (8)            | 3.0                              | 4.7                              | 4.7                              | 4.6                              | 4.6                              | 4.5                              | 4.5                              | 4.5                              | 4.5                              | NC      | NC                | 12            | 65      | Jusqu'à 128 Go DDR4-2666 2-channel | 323        |
| Core i7              | 9700T  | 8 (8)            | 2.0                              | 4.3                              |                                  |                                  |                                  |                                  |                                  |                                  |                                  | UHD 630 | 1.20              | 12            | 35      | Jusqu'à 128 Go DDR4-2666 2-channel | 323        |
| Core i5              | 9600K  | 6 (6)            | 3.7                              | 4.6                              | 4.5                              | 4.4                              | 4.4                              | 4.3                              | 4.3                              | NC                               | NC                               | UHD 630 | 1.15              | 9             | 95      | Jusqu'à 128 Go DDR4-2666 2-channel | 262        |
| Core i5              | 9600KF | 6 (6)            | 3.7                              | 4.6                              | 4.5                              | 4.4                              | 4.4                              | 4.3                              | 4.3                              | NC                               | NC                               | NC      | NC                | 9             | 95      | Jusqu'à 128 Go DDR4-2666 2-channel | 262        |
| Core i5              | 9600   | 6 (6)            | 3.1                              | 4.6                              |                                  |                                  |                                  |                                  |                                  | NC                               | NC                               | UHD 630 | 1.15              | 9             | 65      | Jusqu'à 128 Go DDR4-2666 2-channel | 213        |
| Core i5              | 9600T  | 6 (6)            | 2.3                              | 3.9                              |                                  |                                  |                                  |                                  |                                  | NC                               | NC                               | UHD 630 | 1.15              | 9             | 35      | Jusqu'à 128 Go DDR4-2666 2-channel | 213        |
| Core i5              | 9500   | 6 (6)            | 3.0                              | 4.4                              |                                  |                                  |                                  |                                  |                                  | NC                               | NC                               | UHD 630 | 1.10              | 9             | 65      | Jusqu'à 128 Go DDR4-2666 2-channel | 192        |
| Core i5              | 9500F  | 6 (6)            | 3.0                              | 4.4                              | NC                               | NC                               |                                  |                                  |                                  | NC                               | NC                               |         |                   | 9             | 65      | Jusqu'à 128 Go DDR4-2666 2-channel | 192        |
| Core i5              | 9500T  | 6 (6)            | 2.2                              | 3.7                              |                                  |                                  |                                  |                                  |                                  | NC                               | NC                               | UHD 630 | 1.10              | 9             | 35      | Jusqu'à 128 Go DDR4-2666 2-channel | 192        |
| Core i5              | 9400   | 6 (6)            | 2.9                              | 4.1                              | 4.0                              | 4.0                              | 4.0                              | 3.9                              | 3.9                              | NC                               | NC                               | UHD 630 | 1.05              | 9             | 65      | Jusqu'à 128 Go DDR4-2666 2-channel | 182        |
| Core i5              | 9400F  | 6 (6)            | 2.9                              | 4.1                              | 4.0                              | 4.0                              | 4.0                              | 3.9                              | 3.9                              | NC                               | NC                               | NC      | NC                | 9             | 65      | Jusqu'à 128 Go DDR4-2666 2-channel | 182        |
| Core i5              | 9400T  | 6 (6)            | 1.8                              | 3.4                              |                                  |                                  |                                  |                                  |                                  | NC                               | NC                               | UHD 630 | 1.05              | 9             | 35      | Jusqu'à 128 Go DDR4-2666 2-channel | 182        |
| Core i3              | 9350KF | 4 (4)            | 4.0                              | 4.6                              |                                  |                                  |                                  | NC                               | NC                               | NC                               | NC                               | NC      | NC                | 8             | 91      | Jusqu'à 64 Go DDR4-2400 2-channel  | 173        |
| Core i3              | 9350K  | 4 (4)            | 4.0                              | 4.6                              | UHD 630                          | 1.15                             |                                  | NC                               | NC                               | NC                               | NC                               |         |                   | 8             | 91      | Jusqu'à 64 Go DDR4-2400 2-channel  | 173        |
| Core i3              | 9320   | 4 (4)            | 3.7                              | 4.4                              | UHD 630                          | 1.15                             |                                  | NC                               | NC                               | NC                               | NC                               |         |                   | 8             | 62      | Jusqu'à 64 Go DDR4-2400 2-channel  | 154        |
| Core i3              | 9300   | 4 (4)            | 3.7                              | 4.3                              | UHD 630                          | 1.15                             |                                  | NC                               | NC                               | NC                               | NC                               |         |                   | 8             | 62      | Jusqu'à 64 Go DDR4-2400 2-channel  | 143        |
| Core i3              | 9300T  | 4 (4)            | 3.2                              | 3.8                              | UHD 630                          |                                  |                                  |                                  | NC                               | NC                               | NC                               | 1.10    | 35                | 8             |         | Jusqu'à 64 Go DDR4-2400 2-channel  | 143        |
| Core i3              | 9100   | 4 (4)            | 3.6                              | 4.2                              | UHD 630                          | 4.1                              | 4.0                              | 4.0                              | NC                               | NC                               | NC                               | 1.10    | 6                 | 65            | 122     | Jusqu'à 64 Go DDR4-2400 2-channel  |            |
| Core i3              | 9100F  | 4 (4)            | 3.6                              | 4.2                              | NC                               | NC                               | 4.0                              | 4.0                              | NC                               | NC                               | NC                               |         | 6                 | 65            | 122     | Jusqu'à 64 Go DDR4-2400 2-channel  |            |
| Core i3              | 9100T  | 4 (4)            | 3.1                              | 3.7                              |                                  |                                  |                                  | UHD 630                          | NC                               | NC                               | NC                               | 1.10    | 6                 | 35            | 122     | Jusqu'à 64 Go DDR4-2400 2-channel  |            |
| Pentium Gold         | G5620  | 2 (4)            | 4.0                              | NC                               | NC                               | NC                               | NC                               | NC                               | NC                               | NC                               | NC                               | 1.10    | 4                 | 54            | 86      | Jusqu'à 64 Go DDR4-2400 2-channel  |            |
| Pentium Gold         | G5600T | 2 (4)            | 3.3                              | NC                               | NC                               | NC                               | NC                               | NC                               | NC                               | NC                               | NC                               | 1.05    | 4                 | 35            | 75      | Jusqu'à 64 Go DDR4-2400 2-channel  |            |
| Pentium Gold         | G5420  | 2 (4)            | 3.8                              | NC                               | NC                               | NC                               | NC                               | NC                               | NC                               | NC                               | NC                               | 1.05    | 4                 | UHD 610       | 54      | Jusqu'à 64 Go DDR4-2400 2-channel  | 64         |
| Pentium Gold         | G5420T | 2 (4)            | 3.2                              | NC                               | NC                               | NC                               | NC                               | NC                               | NC                               | NC                               | NC                               | 1.05    | 4                 | UHD 610       | 35      | Jusqu'à 64 Go DDR4-2400 2-channel  | 64         |
| Celeron              | G4950  | 2 (2)            | 3.3                              | NC                               | NC                               | NC                               | NC                               | NC                               | NC                               | NC                               | NC                               | 1.05    | 2                 | UHD 610       | 54      | Jusqu'à 64 Go DDR4-2400 2-channel  | 52         |
| Celeron              | G4930  | 2 (2)            | 3.2                              | NC                               | NC                               | NC                               | NC                               | NC                               | NC                               | NC                               | NC                               | 1.05    | 2                 | UHD 610       | 54      | Jusqu'à 64 Go DDR4-2400 2-channel  | 42         |
| Celeron              | G4930T | 2 (2)            | 3.0                              | NC                               | NC                               | NC                               | NC                               | NC                               | NC                               | NC                               | NC                               | 1.00    | 2                 | UHD 610       | 35      | Jusqu'à 64 Go DDR4-2400 2-channel  | 42         |

### Processeurs pour station de travail
Les CPU Coffee Lake-W utilisent un chipset C242 ou C246.
| Marque de processeur | Modèle | Cœurs (threads) | Fréquence d'horloge (GHz) | Fréquence d'horloge (GHz) | Fréquence d'horloge (GHz) | Fréquence d'horloge (GHz) | Fréquence d'horloge (GHz) | Fréquence d'horloge (GHz) | Fréquence d'horloge (GHz) | Fréquence d'horloge (GHz) | Fréquence d'horloge (GHz) | GPU      | Cache L3 (Mo) | TDP (W) | Support mémoire                             | Prix (USD) |
| Marque de processeur | Modèle | Cœurs (threads) | Base                      | Turbo                     | Turbo                     | Turbo                     | Turbo                     | Turbo                     | Turbo                     | Turbo                     | Turbo                     | GPU      | Cache L3 (Mo) | TDP (W) | Support mémoire                             | Prix (USD) |
| Marque de processeur | Modèle | Cœurs (threads) | Base                      | Nombre de coeurs utilisés | Nombre de coeurs utilisés | Nombre de coeurs utilisés | Nombre de coeurs utilisés | Nombre de coeurs utilisés | Nombre de coeurs utilisés | Nombre de coeurs utilisés | Nombre de coeurs utilisés | GPU      | Cache L3 (Mo) | TDP (W) | Support mémoire                             | Prix (USD) |
| Marque de processeur | Modèle | Cœurs (threads) | Base                      | 1                         | 2                         | 3                         | 4                         | 5                         | 6                         | 7                         | 8                         | GPU      | Cache L3 (Mo) | TDP (W) | Support mémoire                             | Prix (USD) |
| -------------------- | ------ | --------------- | ------------------------- | ------------------------- | ------------------------- | ------------------------- | ------------------------- | ------------------------- | ------------------------- | ------------------------- | ------------------------- | -------- | ------------- | ------- | ------------------------------------------- | ---------- |
| Xeon E               | 2288G  | 8 (16)          | 3.7                       | 5.0                       | 4.9                       | 4.9                       | 4.8                       | 4.8                       | 4.7                       | 4.7                       | 4.7                       | UHD P630 | 16            | 95      | Jusqu'à 128 Go DDR4-2666 2-channel avec ECC | 539        |
| Xeon E               | 2278G  | 8 (16)          | 3.4                       | 5.0                       | 4.9                       | 4.9                       | 4.8                       | 4.8                       | 4.7                       | 4.6                       | 4.6                       | UHD P630 | 16            | 80      | Jusqu'à 128 Go DDR4-2666 2-channel avec ECC | 494        |
| Xeon E               | 2286G  | 6 (12)          | 4.0                       | 4.9                       | 4.8                       | 4.8                       | 4.7                       | 4.7                       | 4.6                       | NC                        | NC                        | UHD P630 | 12            | 95      | Jusqu'à 128 Go DDR4-2666 2-channel avec ECC | 450        |
| Xeon E               | 2276G  | 6 (12)          | 3.8                       | 4.9                       | 4.8                       | 4.8                       | 4.7                       | 4.7                       | 4.6                       | NC                        | NC                        | UHD P630 | 12            | 80      | Jusqu'à 128 Go DDR4-2666 2-channel avec ECC | 362        |
| Xeon E               | 2246G  | 6 (12)          | 3.6                       | 4.8                       | 4.7                       | 4.7                       | 4.6                       | 4.6                       | 4.5                       | NC                        | NC                        | UHD P630 | 12            | 80      | Jusqu'à 128 Go DDR4-2666 2-channel avec ECC | 311        |
| Xeon E               | 2236   | 6 (12)          | 3.4                       | 4.8                       | 4.7                       | 4.7                       | 4.6                       | 4.6                       | 4.5                       | NC                        | NC                        | NC       | 12            | 80      | Jusqu'à 128 Go DDR4-2666 2-channel avec ECC | 284        |
| Xeon E               | 2226G  | 6 (6)           | 3.4                       | 4.7                       | 4.6                       | 4.6                       | 4.5                       | 4.5                       | 4.4                       | NC                        | NC                        | UHD P630 | 12            | 80      | Jusqu'à 128 Go DDR4-2666 2-channel avec ECC | 255        |
| Xeon E               | 2274G  | 4 (8)           | 4.0                       | 4.9                       | 4.8                       | 4.6                       | 4.4                       | NC                        | NC                        | NC                        | NC                        | UHD P630 | 8             | 83      | Jusqu'à 128 Go DDR4-2666 2-channel avec ECC | 328        |
| Xeon E               | 2244G  | 4 (8)           | 3.8                       | 4.8                       | 4.7                       | 4.6                       | 4.5                       | NC                        | NC                        | NC                        | NC                        | UHD P630 | 8             | 71      | Jusqu'à 128 Go DDR4-2666 2-channel avec ECC | 272        |
| Xeon E               | 2234   | 4 (8)           | 3.6                       | 4.8                       | 4.7                       | 4.6                       | 4.5                       | NC                        | NC                        | NC                        | NC                        | NC       | 8             | 71      | Jusqu'à 128 Go DDR4-2666 2-channel avec ECC | 250        |
| Xeon E               | 2224G  | 4 (4)           | 3.5                       | 4.7                       | 4.6                       | 4.5                       | 4.4                       | NC                        | NC                        | NC                        | NC                        | UHD P630 | 8             | 71      | Jusqu'à 128 Go DDR4-2666 2-channel avec ECC | 213        |
| Xeon E               | 2224   | 4 (4)           | 3.4                       | 4.6                       | 4.5                       | 4.4                       | 4.2                       | NC                        | NC                        | NC                        | NC                        | NC       | 8             | 71      | Jusqu'à 128 Go DDR4-2666 2-channel avec ECC | 193        |

### Processeurs pour ordinateurs portables
| Marque de processeur | Modèle | Coeurs (threads) | Fréquence d'horloge du CPU (GHz) | Fréquence d'horloge du CPU (GHz) | Fréquence d'horloge du CPU (GHz) | Fréquence d'horloge du CPU (GHz) | Fréquence d'horloge du CPU (GHz) | Fréquence d'horloge du CPU (GHz) | Fréquence d'horloge du CPU (GHz) | Fréquence d'horloge du CPU (GHz) | Fréquence d'horloge du CPU (GHz) | GPU      | GPU                 | GPU                 | Cache L3 (Mo) | TDP (W) | cTDP (W) | Prix (US$) |
| Marque de processeur | Modèle | Coeurs (threads) | Base                             | Turbo                            | Turbo                            | Turbo                            | Turbo                            | Turbo                            | Turbo                            | Turbo                            | Turbo                            | Modèle   | Fréquence d'horloge | Fréquence d'horloge | Cache L3 (Mo) | TDP (W) | cTDP (W) | Prix (US$) |
| Marque de processeur | Modèle | Coeurs (threads) | Base                             | Nombre de coeurs utilisés        | Nombre de coeurs utilisés        | Nombre de coeurs utilisés        | Nombre de coeurs utilisés        | Nombre de coeurs utilisés        | Nombre de coeurs utilisés        | Nombre de coeurs utilisés        | Nombre de coeurs utilisés        | Modèle   | Base (MHz)          | Max. (GHz)          | Cache L3 (Mo) | TDP (W) | Down     | Prix (US$) |
| Marque de processeur | Modèle | Coeurs (threads) | Base                             | 1                                | 2                                | 3                                | 4                                | 5                                | 6                                | 7                                | 8                                | Modèle   | Base (MHz)          | Max. (GHz)          | Cache L3 (Mo) | TDP (W) | Down     | Prix (US$) |
| -------------------- | ------ | ---------------- | -------------------------------- | -------------------------------- | -------------------------------- | -------------------------------- | -------------------------------- | -------------------------------- | -------------------------------- | -------------------------------- | -------------------------------- | -------- | ------------------- | ------------------- | ------------- | ------- | -------- | ---------- |
| Xeon E               | 2286M  | 8 (16)           | 2.4                              | 5.0                              |                                  |                                  |                                  |                                  |                                  |                                  |                                  | UHD P630 | 350                 | 1.25                | 16            | 45      | 35       | 623        |
| Xeon E               | 2276M  | 6 (12)           | 2.8                              | 4.7                              |                                  |                                  |                                  |                                  |                                  | NC                               | NC                               | UHD P630 | 350                 | 1.20                | 12            | 45      | 35       | 450        |
| Core i9              | 9980HK | 8 (16)           | 2.4                              | 5.00                             | 4.9                              | 4.8                              | 4.7                              | 4.6                              | 4.5                              | 4.4                              | 4.2                              | UHD 630  | 350                 | 1.25                | 16            | 45      | NC       | 583        |
| Core i9              | 9880H  | 8 (16)           | 2.3                              | 4.80                             |                                  |                                  |                                  |                                  |                                  |                                  |                                  | UHD 630  | 350                 | 1.20                | 16            | 45      | 35       | 556        |
| Core i7              | 9850H  | 6 (12)           | 2.6                              | 4.60                             |                                  |                                  |                                  |                                  |                                  | NC                               | NC                               | UHD 630  | 350                 | 1.15                | 12            | 45      | 35       | 395        |
| Core i7              | 9750H  | 6 (12)           | 2.6                              | 4.50                             | 4.40                             | 4.3                              | 4.2                              | 4.1                              | 4.0                              | NC                               | NC                               | UHD 630  | 350                 | 1.15                | 12            | 45      | 35       | 395        |
| Core i7              | 9750HF | 6 (12)           | 2.6                              | 4.50                             |                                  |                                  |                                  |                                  |                                  | NC                               | NC                               | NC       | NC                  | NC                  | 12            | 45      | 35       | NC         |
| Core i5              | 9400H  | 4 (8)            | 2.5                              | 4.30                             |                                  |                                  |                                  | NC                               | NC                               | NC                               | NC                               | UHD 630  | 350                 | 1.10                | 8             | 45      | 35       | 250        |
| Core i5              | 9300HF | 4 (8)            | 2.4                              | 4.10                             |                                  |                                  |                                  | NC                               | NC                               | NC                               | NC                               | NC       | NC                  | NC                  | 8             | 45      | 35       | 250        |
| Core i5              | 9300H  | 4 (8)            | 2.4                              | 4.10                             |                                  |                                  |                                  | NC                               | NC                               | NC                               | NC                               | UHD 630  | 350                 | 1.05                | 8             | 45      | 35       | 250        |